# 加藤拓弐
加藤 拓弐（かとう たくじ）は、日本の漫画家。日本デザイナー学院マンガ科卒業。

## 作品リスト

### 連載
- 日常戦線[2]（『月刊少年ガンガン』2009年1月号 - 2009年3月号、スクウェア・エニックス）
- 戦国驍刃デュラハン〜下弦の継承者〜（原作・監修：RA-SEN、『ガンガン戦-IXA-』2009年冬の陣 - 2012年冬の陣、『ガンガンONLINE』2010年10月7日 - 2012年10月25日、スクウェア・エニックス、全3巻）
- 追憶のアペイロン（原作：草下シンヤ、『月刊ドラゴンエイジ』2015年3月号[3] - 2016年1月号、富士見書房、全2巻）
- ナイツ&マジック（原作：天酒之瓢、キャラクター原案：黒銀、『ヤングガンガン』2016年No.9[4] - 2022年No.6[5]、スクウェア・エニックス、全17巻） - コミカライズ[4]、第一部完[6]。
- アリス・ギア・アイギス 幕間のアクトレス（原作：Pyramid,Inc. COLOPL,Inc.、原案：ピラミッド、『アリスギア マガジン』Vol.7 - Vol.17、全1巻）
- 魔のものたちは企てる（作画：ガしガし、『ドラドラしゃーぷ＃』2023年3月24日[7] - ） - 原作担当[7]。
- メカニカル バディ ユニバース 1.0（『ヤングガンガン』2023年No.9[8] - ） - 「メカニカル バディ ユニバース」の新章[8]。

### 読切
- HIGHEND（『月刊少年ガンガン』2007年3月号）
- GALAHAD（『フレッシュガンガン』2007年春号）
- ブライ2ド〜ブライブライド〜（『月刊少年ガンガン』2014年1月号[9]、スクウェア・エニックス） - 読み切り掲載企画「ガンガン読切カーニバル2nd」第2弾として掲載[9]
- メカニカル バディ ユニバース（『ヤングガンガン』2022年No.22[10]）

### その他
- 『ソウルイーター』連載100回お祝いイラスト（『月刊少年ガンガン』2012年8月号[11]） - イラストとメッセージ寄稿[11]
- 『ソウルイーター』最終回お祝いイラスト（『月刊少年ガンガン』2013年9月号[12]） - イラストとメッセージ寄稿[12]
- TVアニメ『機動戦士ガンダム 水星の魔女』第17話エンドカードイラスト

## 関連人物
大久保篤
師匠。大久保の作品において、加藤は「爆発の絵」を担当していた。